# Creu de terme de la Capella de Sant Iscle i Santa Victòria de Can Guilla
La Creu de terme de la Capella de Sant Iscle i Santa Victòria de Can Guilla és una creu de terme de les Franqueses del Vallès (Vallès Oriental) inclosa a l'Inventari del Patrimoni Arquitectònic de Catalunya. Porta el nom de la capella de Sant Iscle i Santa Victòria de Can Guilla.

## Descripció
El fust és quadrat de pedra i al seu damunt el nus o el capitell també quadrat. En ell s'hi representen escuts. Aquests resten degradats fins al punt de fer il·legibles els seus motius heràldics. A sobre hi ha una creu amb la representació, a mig relleu, del Crist Crucificat: la túnica damunt dels genolls i amb quatre claus; és una representació molt tosca. Entre els braços hi ha representacions florals. El revers és llis.

## Història
La creu de terme està situada al costat de la capella de Sant Iscle i Sant Victòria, pertanyent a Can Guilla. No tenim cap notícia documental que faci referència a la creu. D'altra banda és molt difícil donar una datació aproximada segons els tres estilístics. No obstant creiem que és posterior al segle xv.